# Furs de Sobrarb

Arbre de Sobrarbe del llegendari Regne de Sobrarbe

Els Furs del regne de Sobrarb són un mite bastit pel constitucionalisme aragonès durant l'edat moderna per legitimar històricament la lluita contra la ideologia cesarista que propugnava la primacia del rei per sobre de les lleis. En un ambient polític que propugnava l'increment de l'autoritarisme reial els constitucionalistes aragonesos inventaren la llegenda d'un regne que hauria existit a l'alt Aragó amb capital L'Aïnsa. Aquest mític regne es basava en l'històric Comtat de Sobrarb i segons la llegenda hauria tingut els primers furs; un cop aprovats, els aragonesos escolliren un rei, al qual obligaren a jurar els furs. La màxima que resumia aquesta ideologia constitucionalista es resumeix en la frase: «En Aragón antes fueron leyes, que reyes». Segons aquests imaginaris furs, el jurament que es feia quan el rei era escollit era el següent:
| «                                                     | ¡Señor! Nos que somos tanto como vos, pero juntos más que vos, os hacemos principal entre los iguales, con tal que guardéis nuestros Fueros y Libertades, y si no, no! | » |
| — Jurament d'un rei segons els mítics Furs de Sobrarb | |   |

## Llegenda

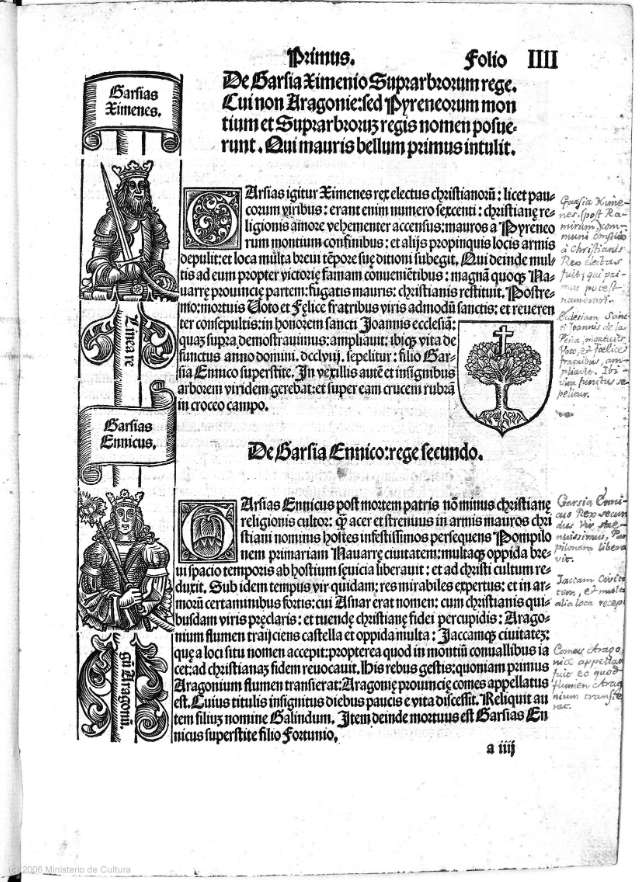
"De Aragoniae Regibus et eorum rebus gestis libri V" (1509)
Lucio Marineo Sículo que recull la
Llegenda de llegendari Regne de Sobrarb

Es diu que els cristians aragonesos es van reunir a "Espelunga de Galión", en el lloc on actualment hi ha el Monestir de Sant Joan de la Penya després de la Conquesta d'Hispània per part dels omeies. Aleshores decidiren crear un exèrcit i lluitar contra l'invasor i escolliren com a cabdill a Garzía Ximéniz l'any 724.
Donat que els musulmans s'havien instal·lat a Jaca i comptaven amb una gran guarnició, les tropes aragoneses decidiren conquerir L'Aïnsa. Després d'un gran setge la conqueriren i la fortificaren per protegir-se eficaçment. Finalment les tropes musulmanes atacaren L'Aïnsa, comptant amb els quàdruple de tropes que els aragonesos. La ciutat fou durament atacada i quan la derrota de les tropes aragoneses semblava imminent, aparegué del cel un creu vermella que davallà fins al capdamunt d'una alzina sobre un fons d'or. Les tropes aragoneses interpretaren el fet com un senyal de Déu, mostrant-los el seu suport, i els aragonesos contraatacaren provocant la fugida terroritzada de les tropes musulmanes.
Garzía Ximéniz per mostrar el seu agraïment, a "Espelunga de Galión" on hi havia una ermita dedicada a Sant Joan Baptista i actualment hi ha el Monestir de Sant Joan de la Penya, convertint a Sant Joan Baptista en el seu patró i el dels seus descendents, i anomenaren el regne que crearen amb el nom de Sobrarbe (sobre + arbre), per tal com la creu havia aparegut sobre d'una alzina.

## Llegendaris Reis de Sobrarb
- Garzía Ximéniz (724-758)
- Garzía I Ennéguiz de Sobrarb (758-802)
- Fortún I Garzés I de Sobrarb (802-815)
- Sancho I Garzés de Sobrarb (815-832)
- Enneco I Ariesta de Sobrarb (868-870), que es correspon a (Enneco I Ariesta de Pamplona)
- Garzía II Ennéguiz de Sobrarb (870-885), que es correspon a (Garzía I Ennéguiz de Pamplona)
- Fortún II Garzés de Sobrarb (885-901), que es correspon a (Fortún I Garzés de Pamplona)

## Històrics Reis de Pamplona
- Enneco I Ariesta de Pamplona (820-852)
- Garzía I Ennéguiz de Pamplona (852-870)
- Fortún I Garzés de Pamplona (870-905)

## I si no, no!
L'expressió «I si no, no!» és la que més fama obtingué per a referir-se al jurament que havia de fer un rei. Les versions del jurament són diverses segons l'autor que les recollia, essent famosa la recollida per Antonio Pérez del Hierro - protagonista de les Alteracions d'Aragó - i la de Jerónimo de Blancas y Tomás:
| «                                                                          | Nos, que valemos tanto como Vos, que no valéis más que Nos, os juramos como Príncipe y heredero, con la condición de que conservéis nuestras leyes y nuestra libertad, y haciéndolo Vos de otra manera, Nos no os juramos. | » |
| — SORANZO, Pietro; Relazione. p. 85; Ambaixador de Venècia en torn el 1570 | |   |

| «                                                        | Nos que valemos tanto como vos os hacemos nuestro Rey y Señor con tal que nos guardéis nuestros fueros y libertades, y si no, No! | » |
| — PEREZ, Antonio; Relaciones; Ginebra, 1654. pp. 143-144 | |   |

| « | Nos, que cada uno de nosotros somos igual que Vos y todos juntos más que Vos, te hacemos Rey si cumples nuestros fueros y los haces cumplir, si no, no! | » |

| «                                                         | Nos que valemos tanto como Vos y podemos mas que Vos, Vos elegimos rey con estas y estas condiciones, entre Vos y Nos, un que manda mas que Vos. | » |
| — HOTMAN, François; Francogalli, Ginebra, 1573. pp. 85-86 | |   |

| «                                                                           | Nos, que cada uno de nosotros somos igual que Vos y todos juntos más que Vos, te hacemos Rey si cumples nuestros fueros y los haces cumplir, si no, no! | » |
| — BLANCAS, Jerónimo; Coronaciones de los Sereníssimos Reyes de Aragón. 1585 | |   |

| « | Nos, que valemos, cada uno, tanto como Vos, y que juntos, valemos mucho más que Vos, os elegimos como nuestro Rey y Señor, en tanto y en cuanto defiendas nuestros fueros y libertades, e si non, Non! | » |

| « | Nos que valemos tanto como vos os hacemos nuestro Rey y Señor con tal que nos guardéis nuestros fueros y libertades, y si no, No! | » |

| « | Nos, que valemos tanto como Vos, que no valéis más que Nos, os juramos como Príncipe y heredero, con la condición de que conservéis nuestras leyes y nuestra libertad, y haciéndolo Vos de otra manera, Nos no os juramos. | » |